# Conrado Menéndez Díaz
Conrado Menéndez Díaz (2 de diciembre de 1912 - 17 de junio de 1987) fue un abogado, periodista, profesor y escritor mexicano. Fue el primogénito del matrimonio formado por el doctor Conrado Menéndez Mena y la profesora Estela Díaz Acosta.

## Formación académica
Realizó sus estudios en el Instituto Literario de Yucatán y se graduó como abogado en la Facultad de Jurisprudencia de la Universidad de Yucatán.

## Trayectoria profesional
En 1935 ingresó al Diario del Sureste, colaborando como corrector de pruebas, redactor, cablista, reportero y secretario, llegando al rango de jefe de redacción.
Fue director de la publicación Orbe entre 1942 y 1958, y de su sucesora La Revista de la Universidad de Yucatán entre 1959 y 1985. Tras dejar la dirección, siguió colaborando con ensayos y notas bibliográficas. También colaboró en el periódico Novedades de Yucatán. Fue el secretario particular del gobernador Víctor Mena Palomo, administrador del Diario Oficial del Gobierno del Estado y juez del Tribunal de Menores.
Trabajó como profesor de español en la Escuela Secundaria Estatal Adolfo Cisneros Cámara e impartió las cátedras de Gramática Castellana y Lengua Francesa en la Escuela Preparatoria Número 1, la de Oratoria Forense en la Facultad de Jurisprudencia y la de Técnicas de Comunicación Oral y Escrita en la Facultad de Contaduría y Administración.
Recibió la Medalla Yucatán en 1983 y la presea Ignacio Manuel Altamirano por 52 años de actividad magisterial ininterrumpida.

## Obra
- Importancia de la Oratoria en el mundo contemporáneo
- Auge y decadencia del Jurado Popular en México
- Compendio de Gramática de la Lengua Castellana
- El humorismo en Yucatán